# Melanchra scotica
Melanchra scotica là một loài bướm đêm trong họ Noctuidae.